# ジョン・アキ＝ブア
ジョン・アキ＝ブア （John Akii-Bua、1949年12月3日 - 1997年6月20日）は、ウガンダの陸上競技選手である。1972年ミュンヘンオリンピック男子400mハードルの金メダリストであり、ウガンダ初のオリンピックの金メダリストである。
アキ＝ブアは1970年のコモンウェルスゲームズで4位になっている以外に目立った成績もなく、1972年ミュンヘンオリンピックでも優勝候補でなかった。しかし、彼は決勝に残り、1レーンから47秒82という史上初の47秒台という世界新記録のおまけもついた番狂わせで金メダルを獲得した。
優勝したアキ＝ブアに観客からウガンダの国旗が渡され、国旗を広げトラックを一周した。いわゆる、ビクトリーランはこのときからの伝統とされる。
1977年、北部ランギ族である彼は、イディ・アミン大統領による異部族狩りにあい、逮捕され、カンパラの軍刑務所に収容され、拷問を受けた可能性も報道された。その後、彼は助け出されて、1979年にアミンによる独裁政権が倒されるまで西ドイツで過ごしていた。

## 記録
- 400mH - 47秒82（1972年）